# Nebbie e delitti
Nebbie e delitti è una serie televisiva italiana, trasmessa in prima visione su Raidue dal 2005 al 2009.

## Trama
Il commissario Soneri, capo della Mobile di Ferrara, individualista e malinconico, opera coadiuvato da una squadra di agenti per indagare su una serie di delitti, dietro ai quali si nascondono i risvolti tragici del mondo apparentemente tranquillo della provincia padana. Ha una relazione altalenante con l'avvocato di origine russa Angela Cornelio.
Nella terza stagione le indagini si spostano nella città di Torino, Soneri indaga assieme ad una nuova squadra e Angela Cornelio esce di scena con l'introduzione del personaggio di Chiara Ravasi, dottoressa del Pronto Soccorso.

## Produzione
La serie ha come attore protagonista Luca Barbareschi e come attrice protagonista Natasha Stefanenko. La serie è composta da tre distinte stagioni. Gli episodi, vista la considerevole durata, venivano trasmessi uno per serata (e non due per serata come accadeva ad esempio in Distretto di Polizia). La serie è prodotta da Rai Fiction e da una società di produzione di proprietà dello stesso Barbareschi, la Casanova Multimedia.
Nella prima e nella seconda stagione, la serie è in larga parte ambientata nella città e nella provincia di Ferrara ed è tratta dai romanzi polizieschi di Valerio Varesi. Nella terza stagione entra nel cast Anna Valle e l'ambientazione si sposta a Torino.
La serie è stata trasmessa in replica su RaiDue, RaiSat Extra e Rai Premium. Essa è integralmente disponibile su RaiPlay.

## Episodi
| Stagione         | Episodi | Prima TV |
| ---------------- | ------- | -------- |
| Prima stagione   | 4       | 2005     |
| Seconda stagione | 6       | 2007     |
| Terza stagione   | 4       | 2009     |

## Guest star
- Arnoldo Foà (Spartaco Ghinelli, episodio Il fiume delle nebbie, 2005)
- Bruno Corazzari (Barigazzi, episodio Il fiume delle Nebbie, 2005)
- Lucrezia Lante della Rovere (Elvira Codoppi, episodio L'affittacamere, 2005)
- Benedetta Massola (Ada, episodio L'affittacamere, 2005)
- Michele De Virgilio (Andrea, episodio L'affittacamere, 2005)
- Valeria Sabel (Ghitta Tagliavini, episodio L'affittacamere, 2005)
- Francesco Salvi (commissario Bondan, episodio Bersaglio - l'oblio, 2005)
- Luigi Maria Burruano (Carbone, episodio Bersaglio - l'oblio, 2005)
- Carola Stagnaro (Virginia, episodio I misteri delle donne, 2005)
- Mauro Serio (sig. Avalli, episodio I misteri delle donne, 2005)
- Paolo Sassanelli (Paolo Liberi, episodio I misteri delle donne, 2005)
- Beppe Chierici (Luigi Mantovani, episodio Il mare d'inverno, 2007)
- Maria Monti (Elvina Mantovani, episodio Il mare d'inverno, 2007)
- Pippo Santonastaso (Nicolino, episodio Il mare d'inverno, 2007)
- Angela Goodwin (Amalia Malaguzzi, episodio Bambini perduti, 2007)
- Sergio Fiorentini (Marcon, episodio Nessuna traccia di frenata, 2007)
- Roberta Nanni (Novella, episodio Nessuna traccia di frenata, 2007)
- Ivano Marescotti (Mario Bindi, episodio Casa di bambola, 2007)
- Raffaella Rea (Miriam, episodio Casa di bambola, 2007)
- Andrea Bosca (Michele, episodio Vietato ai minori, 2007)
- Daniela Poggi (Alice, episodio Vietato ai minori, 2007)
- Stefano Santospago (Paolo Galimberti, episodio Vietato ai minori, 2007)
- Emanuele Vezzoli (padre di Valentina, episodio Vietato ai minori, 2007)
- Lucrezia Piaggio (Valentina, episodio Vietato ai minori, 2007)
- Carolina Benvenga (Martina, episodio Vietato ai minori, 2007)
- Sara D'Amario (Alba Nogara, episodio Carte false, 2007)
- Roberto Herlitzka (Migliore, episodio La stanza segreta, 2009)
- Valeria Cavalli (Benedetta Rivalta, episodio Ragazzi di buona famiglia, 2009)
- Gaia Messerklinger (Cinzia Astolfi, episodio Ragazzi di buona famiglia, 2009)
- Paolo Pierobon (Pepe, episodio Fuori stagione, 2009)
- Annamaria Malipiero (Ambra Fontana, episodio Fuori stagione, 2009)
- Manuela Mandracchia (Marta, episodio La stanza segreta, 2009)